# Museo Arqueológico de Ceos
El Museo Arqueológico de Ceos es uno de los museos de Grecia. Se encuentra ubicado en Yulis, la capital de la isla de Ceos, en el archipiélago de las Cícladas.
Este museo fue fundado por iniciativa del arqueólogo Nikolaos Zafiropoulos durante la década de 1970. Entre 1997 y 2002 pasó por un proceso de renovación y de reorganización de la exposición.

## Colecciones
El museo contiene una colección de objetos procedentes de yacimientos arqueológicos de la isla, entre los que destacan principalmente los de Agia Irini y Kefala. El edificio donde se ubica consta de dos pisos.  
La segunda planta contiene los hallazgos pertenecientes a la prehistoria, de una horquilla temporal comprendida entre el 3000 y el 1100 a. C. mientras la primera alberga materiales de los periodos históricos comprendidos entre los siglos VII a. C. al II d. C. La planta baja consta de diversas áreas de servicios para los visitantes.
Entre los objetos expuestos se encuentran hallazgos arqueológicos del periodo neolítico procedentes principalmente de la necrópolis de Kefala como recipientes de piedra y de cerámica, herramientas, estatuillas y pithoi funerarios. De la Edad del Bronce temprano, procedentes de Agia Irini, se hallan estatuillas cicládicas, herramientas y vasijas. También proceden de Agia Irini los objetos de la Edad del Bronce media y tardía, que consisten en variados objetos relacionados con la vida cotidiana, las actividades productivas o comerciales, las prácticas funerarias y la vida religiosa. Entre ellos se hallan una serie de unas 50 estatuas de arcilla del siglo XV d. C.
La sección del museo correspondiente a los periodos históricos se compone principalmente de hallazgos de las antiguas ciudades de Yulis, Cartea, Coresia y Peesa desde la época arcaica hasta la época romana. Entre ellos, se hallan elementos arquitectónicos como la reconstrucción de los frontones del templo de Atenea de Cartea, del periodo clásico, inscripciones, esculturas, piezas de cerámica y monedas.